# Fier (Albania)
Fier (en albanés Fier o Fieri) es una ciudad y municipio del sureste de Albania, capital del condado de Fier. Actualmente la ciudad tiene cerca de 85.000 habitantes  siendo la séptima ciudad más poblada del país y es uno de los principales núcleos industriales.
La actual ciudad de Fier se encuentra a 12 km de la antigua ciudad corintia de Apolonia.

## Geografía
Fier está en el nivel de Myzeqe, una zona agrícola importante, alrededor de 156 km del mar Adriático, a unos 100 km al sur de Tirana. La zona de la ciudad de Fier (Bashkia) cubre una superficie de 78 km. La mayor expansión se encuentra en dirección este-oeste y 8,1 km en el norte y el sur 10,7 kilómetros. De los 78 kilómetros cuadrados área urbana aproximadamente es del 47,7% de pastizales, el 5,4% de agua, el 11,9% que la zona de tráfico y el 34,9% es la tierra. 
La ciudad cuenta con dos fértiles planicies, la de Mach y la de Myzeqe, y se asienta en la confluencia de los ríos Devoll y Osum. Al sur de Fier comienzan las estribaciones del Mallakastra. Fier se ha visto afectada en los siglos XX y XXI por inundaciones. Sin embargo, en las últimas décadas se ha invertido mucho en la protección contra tales inundaciones. 
El clima de Fier es mediterráneo, con veranos cálidos y secos e inviernos lluviosos y suaves. Este clima también se conoce como el clima invernal de lluvias. La precipitación media es de unos 90 mm en los meses de septiembre a abril, y aumenta a alrededor de 100 mm. El promedio de precipitación anual de 980-1000 mm. A largo plazo la temperatura media anual (determinado en el año 1961-1990) se basa en datos de la estación de medición en Instituti i Meteorologjik Shqipërisë 15,2 °C. El valor promedio de 2004 fue de 16,4 °C. Los años 2005 y 2006 fueron 0,5 °C más cálidos que el promedio. Fier tiene un promedio de 2800 horas de sol al año.

## Economía
Fier es una ciudad industrial importante, está construida sobre el afluente del río Gjanica Seman y rodeada de pantanos. su economía está estrechamente ligada a la de la vecina Patos, que es un centro industrial, en donde se produce petróleo, betún de petróleo y en donde se concentran las principales industrias químicas en Albania. Fier es un lugar ideal para alojarse si se quieren visitar los yacimientos arqueológicos que hay en sus inmediaciones, como el de Byllis o el de Apolonia.

### Transporte
Hay Autobuses Urbanos disponibles en toda la ciudad. También hay autobuses en la terminal de autobuses de Fier, que pueden llevar al viajero a distintos lugares de Albania y de la región de los Balcanes. Fier es servida por la estación de tren de Fier.
Durante la era del comunismo había servicios ferroviarios, pero desde la caída del comunismo, el servicio se ha suspendido.
La SH4 es una carretera estatal que va desde Durres a Fier. La SH8 también es una carretera estatal que une Fier con Vlore. Hay un proyecto de construcción de una carretera entre Fier y Vlore.

## Religión
La población es heterogénea desde el punto de vista religioso y está formada tanto por cristianos ortodoxos como por musulmanes, algo típico de las ciudades del sur de Albania.

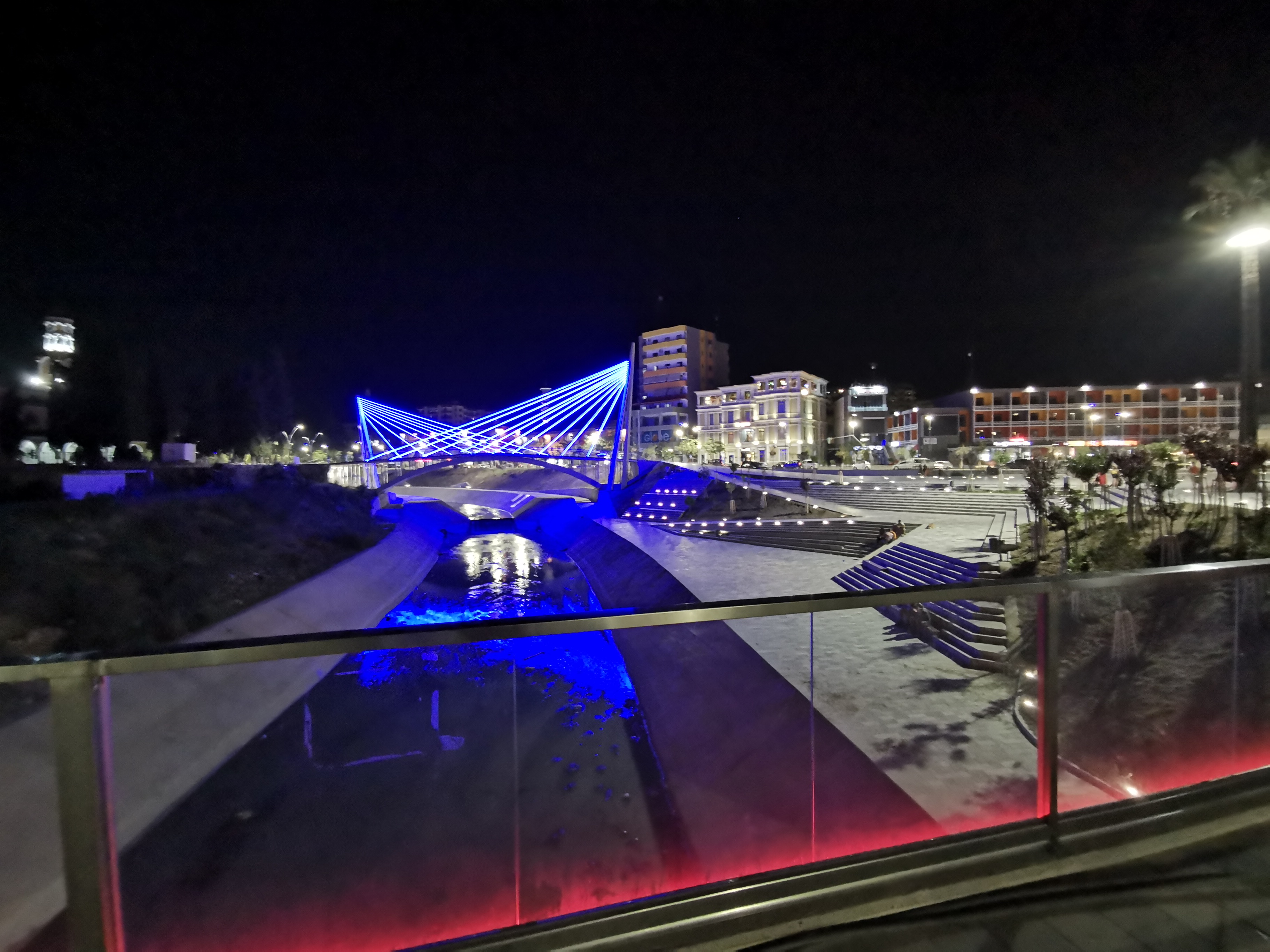
Río Gjanica y Plaza de la Victoria